# 地下水污染
地下水污染是指在人类活动影响下，地下水水质朝着恶化方向发展的现象。
地下水污染的就是有很多，这是国内主流的解释。
1. 所谓污染的大前提就是人类活动，没有人为干预，地下水中混入其他物质（钙镁离子等），这只能算是地下水的演化，不能说是污染。
2. 若果在人为作用下水质变好，那不叫污染（如用净水器净化地下水），因此只要发生污染，地下水水质必然向恶化方向发展。